# Risto Kallaste
Risto Kallaste (født 23. februar 1971) er en tidligere estisk fodboldspiller.
Han har spillet én enkelt sæson i dansk fodbold, hos Viborg FF i sæsonen 1995/96. Her spillede han 23 kampe og scorede 4 mål i Superligaen. Yderlige spillede han 3 pokalkampe og scorede 3 mål, inden han tog tilbage til Estland.